# Индија на Светском првенству у атлетици на отвореном 2013.
Индија је учествовала на Светском првенству у атлетици на отвореном 2013. одржаном у Москви од 10. до 18. августа четрнаести пут, односно учествовала је на свим првенствима до данас. Репрезентацију Индије представљало 15 такмичара (7 мушкарца и 8 жена).,.
На овом првенству Индија није освојила ниједну медаљу али је остварила један национални и један лични рекорд сезоне. У табели успешности према броју и пласману такмичара који су учествовали у финалним такмичењима (првих 8 такмичара) Индија је са једним учесником у финалу делила 53. са 2 бода.
| Плас. | Земља  | 1. место | 2. место | 3. место | 4. место | 5. место | 6. место | 7. место | 8. место | Бр. финал. | Бод. |
| ----- | ------ | -------- | -------- | -------- | -------- | -------- | -------- | -------- | -------- | ---------- | ---- |
| =53.  | Индија | 0        | 0        | 0        | 0        | 0        | 0        | 1        | 0        | 1          | 2    |

## Учесници
| Мушкарци: - Гурмет Синг — 20 км ходање - Чандан Синг — 20 км ходање - Ирфан Колотум Тоди — 20 км ходање - Басанта Бахадур Рана — 50 км ходање - Сандеп Кумар — 50 км ходање - Ренџит Махешвари — Троскок - Викас Говда — Бацање диска | Жене: - Суда Синг — 3.000 м препоне - Нирмала — 4 х 400 м - Тинту Лука — 4 х 400 м - Ану Марјам Џозе — 4 х 400 м - Мачетира Раџу Поовама — 4 х 400 м - Анилда Томас — 4 х 400 м - Ашвини Чидананда Акуњи — 4 х 400 м - Кушбир Каур — 20 км ходање |  |

## Резултати

### Мушкарци
| Атлетичар            | Дисциплина   | Лични рекорд        | Квалификације               | Квалификације               | Финале               | Финале       | Детаљи |
| Атлетичар            | Дисциплина   | Лични рекорд        | Резултат                    | Место                       | Резултат             | Место        | Детаљи |
| -------------------- | ------------ | ------------------- | --------------------------- | --------------------------- | -------------------- | ------------ | ------ |
| Гурмет Синг          | 20 км ходање | 1:20:35             |                             |                             | 1:26:47              | 33 / 52 (64) |        |
| Чандан Синг          | 20 км ходање | 1:23:28             | 1:26:51                     | 34 / 52 (64)                |                      |              |        |
| Ирфан Колотум Тоди   | 20 км ходање | 1:20:21 НР          | Дисквалификован по чл.230.6 | Дисквалификован по чл.230.6 |                      |              |        |
| Басанта Бахадур Рана | 50 км ходање | 3:56:48 НР          | 3:58:20 ЛРС                 | 33 / 46 (61)                |                      |              |        |
| Сандеп Кумар         | 50 км ходање | 4:02:19             | Дисквалификован по чл.230.6 | Дисквалификован по чл.230.6 |                      |              |        |
| Викас Говда          | Бацање диска | 66,28 НР            | 63,64 кв                    | 4. у гр. А                  | 64,03                | 7 / 30       |        |
| Ренџит Махешвари     | Троскок      | 17,07 (+0.6 м/с) НР | 16,63                       | 6. у гр. А                  | Није се квалификовао | 13 / 20 (22) |        |

### Жене
| Атлетичарка                                                                                    | Дисциплина       | Лични рекорд | Квалификације | Квалификације | Полуфинале   | Полуфинале | Финале                | Финале       | Детаљи |
| Атлетичарка                                                                                    | Дисциплина       | Лични рекорд | Резултат      | Место         | Резултат     | Место      | Резултат              | Место        | Детаљи |
| ---------------------------------------------------------------------------------------------- | ---------------- | ------------ | ------------- | ------------- | ------------ | ---------- | --------------------- | ------------ | ------ |
| Суда Синг                                                                                      | 3.000 м препреке | 9:45,60 НР   | 9:51,05       | 12. у гр 1    |              |            | Нису се квалификовале | 23 / 27 (29) |        |
| Нирмала Тинту Лука Ану Марјам Џозе Мачетира Раџу Поовама Анилда Томас* Ашвини Чидананда Акуњи* | 4 x 400 м        | 3:26,89 НР   | 3:38,81       | 5. у гр 1     | 15 / 16 (17) |            | Нису се квалификовале |              |        |
| Кушбир Каур                                                                                    | 20 км ходање     | 1:34:28      |               |               |              |            | 1:34:28 НР            | 34 / 56 (62) |        |

- Атлетичарке означене звездицом биле су резерве за штафету